# هوا (فیلم ۲۰۰۳)
هوا (به هندی: Hawa) فیلمی محصول سال ۲۰۰۳ و به کارگردانی گودو دانوآ است. در این فیلم بازیگرانی همچون تابو، شهباز خان، ماکش تیواری و هانیسکا موتوانی ایفای نقش کرده‌اند.